# 皮克·博塔
皮克·博塔（Roelof Frederik "Pik" Botha  1932年4月27日—2018年10月12）南非政治家，種族隔離时期最后一任外交部长，与时任南非总理彼得·威廉·波塔没有亲属关系。